# Buddy Kaye
Buddy Kaye, geboren als Jules Leonard Kaye (New York (New York), 3 januari 1918 - Rancho Mirage (Californië), 21 november 2002) was een Amerikaanse songwriter, muzikant en uitgever. Hij is vooral bekend als tekstschrijver. Zijn nummers werden hits voor onder meer Perry Como, Frank Sinatra, Pat Boone en Dusty Springfield.
Hij kwam voor het eerst in de belangstelling in 1945, toen hij de tekst schreef van "Till the End of Time" (met Ted Mossman, gebaseerd op Frédéric Chopin's Polonaise Op. 53), dat Billboard Magazine uitriep tot tophit van het jaar 1945. Hetzelfde duo bewerkte een thema uit het tweede pianoconcerto van Sergej Rachmaninov tot een hit met als titel "Full Moon and Empty Arms". In het nummer van 9 februari 1946 noemde Billboard Kaye de "new fair-haired boy of Tin Pan Alley".
In 1949 hadden hij, Fred Wise en Sid Lipman een tophit met 'A' - You're Adorable in de versie van Perry Como met The Fontane Sisters. In die periode bracht hij ook platen uit met zijn eigen kwintet. Zelf speelde hij saxofoon.
Met Jimmy Van Heusen schreef hij het titelnummer van de film Not as a Stranger (1955, een hit voor Frank Sinatra).
Een van zijn bekendste liedjes is "Speedy Gonzales", dat hij samen schreef met David Hess en dat een hit was voor Pat Boone in 1962 en talrijke malen gecoverd is. 
Hij schreef ook Engelse teksten voor Europese hits, zoals voor "Non ho l'età", het Eurovisiesongfestivalwinnend lied van Gigliola Cinquetti (samen met Phil Springer). 
Met Bea Verdi schreef hij in 1964 en '65 "Little by Little" en "In the Middle of Nowhere" voor Dusty Springfield.
In 1967 verhuisde hij van New York naar de westkust van Amerika. Hij begon toen ook met zijn eigen muziekuitgeverij. Dat jaar schreef hij de tekst voor het titelnummer van de film Hurry Sundown van Otto Preminger. Deze song werd onder meer door Harry Belafonte gecoverd. De muziek was van Hugo Montenegro. Samen schreven ze ook het thema van de tv-serie I Dream of Jeannie.
Kaye bleef zijn hele leven schrijven. Zijn laatste werk was de tekst van de musical When Garbo Talks! die in 2010 in wereldpremière ging.
- Bibsys: 4027794
- Biblioteca Nacional de España: XX1318593
- Bibliothèque nationale de France: cb148424475 (data)
- Gemeinsame Normdatei: 134686195
- International Standard Name Identifier: 0000 0000 8147 7185
- Library of Congress Control Number: n79018359
- MusicBrainz: cee0b4d5-22e6-4d33-9ad1-3734ab9b7f18
- Bibliotheek van het Japanse parlement: 00972471
- Nationale Bibliotheek van Israël: 987007317037105171
- Système universitaire de documentation: 225793156
- Virtual International Authority File: 67733578
- WorldCat: E39PBJgxqx6BpHqrvgYxqgdhHC